# Тактичний відтинок
Тактичний відтинок (ТВ) — це територіальний поділ військових округ (ВО) УПА від листопада 1944, але лише в оперативній групі УПА-Захід. 
Початково в кожному ТВ мав стояти курінь чи кілька окремих сотень війська, але через різні обставини в деяких Тактичних відтинках діяли по два чи більше куренів. Найбільший це 22-й (Станиславівський) ТВ «Чорний ліс» із силою п'яти куренів у 1945-1946 рр.
- ВО-2 «Буг»
  - ТВ-11 «Пліснисько» (Золочівський)
  - ТВ-12 «Климів» (Сокальський)
  - ТВ-13 «Розточчя» (Львівський)
  - ТВ-14 «Асфальт» (Городоцький)
  - ТВ-15 «Яструб» (Рогатинський)
- ВО-3 «Лисоня»
  - ТВ-16 «Серет» (Тернопільський)
  - ТВ-17 «Бережани» (Бережанський)
  - ТВ-18 «Стрипа» (Чортківський)
  - ТВ-19 «Камінець» (Кам'янець-Подільський)
- ВО-4 «Говерля»
  - ТВ-20 «Чернівці» (Чернівецький)
  - ТВ-21 «Гуцульщина» (Коломийський)
  - ТВ-22 «Чорний ліс» (Станіславівський)
  - ТВ-23 «Магура» (Калуський)
  - ТВ-24 «Маківка» (Дрогобицький)
  - ТВ-25 «Закарпаття» (Закарпатський)
- ВО-6 «Сян»
  - ТВ-26 «Лемко» (Лемківський)
  - ТВ-27 «Бастіон» (Любачівський)
  - ТВ-28 «Данилів» (Холмський)